# Jason Altmire

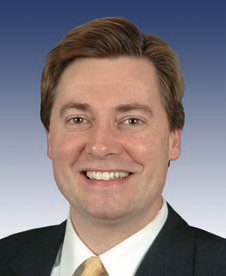
Jason Altmire

Jason Altmire, född 7 mars 1968 i Kittanning i Pennsylvania, är en amerikansk demokratisk politiker. Han representerade delstaten Pennsylvanias fjärde distrikt i USA:s representanthus 2007–2013.
Altmire avlade 1990 sin grundexamen i statsvetenskap vid Florida State University. Han var medarbetare åt kongressledamoten Pete Peterson 1991–1996. Han avlade sedan 1998 sin master vid George Washington University.
Altmire besegrade sittande kongressledamoten Melissa Hart i kongressvalet i USA 2006 med 52 % av rösterna mot 48 % för Hart. Han efterträdde Hart i representanthuset i januari 2007. Hart bestämde sig för att utmana Altmire i kongressvalet i USA 2008. Altmire vann på nytt, med 56 % av rösterna mot 44 % för Hart.
Han är gift med Kelly och har två barn.